# Aquidauanense FC
Aquidauanense FC  is een Braziliaanse voetbalclub uit Aquidauana in de staat Mato Grosso do Sul. 

## Geschiedenis
De club werd in 2001 opgericht als Escolinha de Futebol Aquidauanense, later nam de club de huidige naam aan. In 2008 speelde de club voor het eerst in de hoogste klasse van het Campeonato Sul-Mato-Grossense. Daar hadden ze zich niet sportief voor gekwalificeerd het voorgaande jaar, maar door een competitieuitbreiding. Het eerste seizoen bij de elite eindigde meteen met een degradatieplaats. Maar doordat een ander team zich terugtrok mochten ze het jaar erop toch nog in de hoogste klasse starten, waar ze nu in de middenmoot eindigden. Na nog een middelmatig seizoen konden ze zich in 2011 nipt voor de kwartfinales om de titel plaatsen, waar ze Águia Negra uitschakelden. In de halve finale ging ook Comercial voor de bijl en zo speelden ze de finale om de titel. De heenwedstrijd werd met 3-1 verloren van CENE, maar de terugwedstrijd wonnen ze met 2-0, echter gaf in geval van gelijkspel de stand in de reguliere competitie de doorslag en hierin had CENE beter gepresteerd. Hierdoor mocht de club in 2012 deelnemen aan de Copa do Brasil, waar ze er in de eerste ronde uitgingen tegen Bahia de Feira. In de staatscompetitie werd de club groepswinnaar, maar verloor in de kwartfinale van Naviraiense. Ook in 2013 gingen ze er tegen deze club uit in de kwartfinale. In 2014 degradeerde de club. Ze konden na één seizoen terugkeren naar de hoogste klasse, maar eindigden daar opnieuw op de laatste plaats. In 2018 kon de club opnieuw promotie afdwingen. In de eerste fase eindigde de club in de middenmoot, maar via de eindronde konden ze de finale bereiken die ze verloren van Águia Negra waardoor ze zich plaatsten voor de Copa do Brasil en Série D van 2020.